# Byskeälven
Byskeälven je řeka na severovýchodě Švédska (kraje Norrbotten, Västerbotten). Je 210 km dlouhá včetně jezer a průtoků mezi nimi na horním toku. Dolní tok od jezera Arvidsjaur měří 145 km. Povodí má rozlohu 3700 km².

## Průběh toku
Řeka odtéká z jezera Arvidsjaury. Překonává mnoho peřejí a vytváří 14 stupňovitých vodopádů. Ústí do Botnického zálivu, který je součástí Baltského moře.

## Vodní stav
Vyšší vodní stav nastává v květnu a červnu.

## Využití
Po celé délce toku se využívá k plavení dřeva. Na řece bylo vybudováno několik vodních elektráren. V ústí leží město Byske.